# Хафтон (Луизијана)
Хафтон (енгл. Haughton) град је у америчкој савезној држави Луизијана.

## Демографија
По попису из 2010. године број становника је 3.454, што је 662 (23,7%) становника више него 2000. године.
| Група             | 2000.         | 2010.         |
| Белци             | 2.109 (75,5%) | 2.642 (76,5%) |
| Афроамериканци    | 579 (20,7%)   | 630 (18,2%)   |
| Азијати           | 5 (0,2%)      | 17 (0,5%)     |
| Хиспаноамериканци | 38 (1,4%)     | 88 (2,5%)     |
| Укупно            | 2.792         | 3.454         |